# La Segunda
La Segunda es un periódico chileno, que circula como vespertino de lunes a viernes, excepto en festivos. Se distribuye en las regiones de Valparaíso, Metropolitana y O'Higgins (aunque también se distribuye en la misma tarde en la Región de Coquimbo durante la temporada de verano). Su tendencia es conservadora y de derecha.
Fundado en 1931, es el principal periódico chileno en divulgar las informaciones acontecidas en la mañana debido a que es vespertino. Su hora de distribución es a partir de las 13:00.
Pertenece a la empresa El Mercurio S.A.P., cuyos propietarios son la familia Edwards, encabezada por Agustín Edwards Eastman. Actualmente, su hijo, Cristián Edwards del Río, es el vicepresidente de la empresa, mientras que Agustín Edwards del Río es el director de Las Últimas Noticias y Felipe Edwards del Río es el vicepresidente ejecutivo de La Segunda.

## Historia

### Primeros años

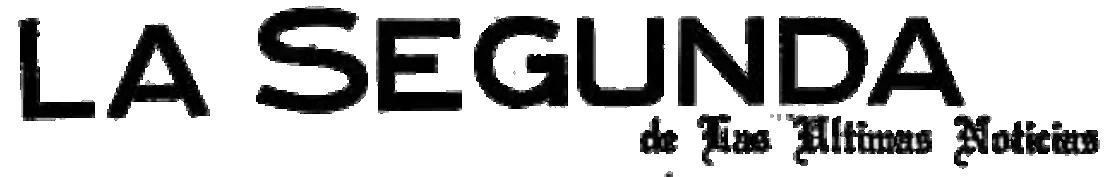
Logotipo del diario La Segunda de Las Últimas Noticias, 1954-1967

La Segunda (inicialmente llamado La Segunda de Las Últimas Noticias) apareció por primera vez entrada la noche del 26 de julio de 1931, como «edición extraordinaria» del entonces vespertino Las Últimas Noticias, debido a la sobreabundancia de informaciones originada durante la caída del gobierno de Carlos Ibáñez del Campo. Esa tarde, esta segunda edición de Las Últimas Noticias tituló en primera plana: «Ibáñez entregó el mando... Enorme regocijo nacional». Si bien fue un domingo (día en el cual los diarios tradicionalmente publicaban solo una edición), la renuncia inminente del mandatario atrajo tal atención que los diarios entregaban "extras" tan pronto sucediera alguna noticia de interés, sin importar el día o la hora, así como las estaciones de radio continuaban sus transmisiones hasta pasada la medianoche.[cita requerida]

### Apoyo a la dictadura militar

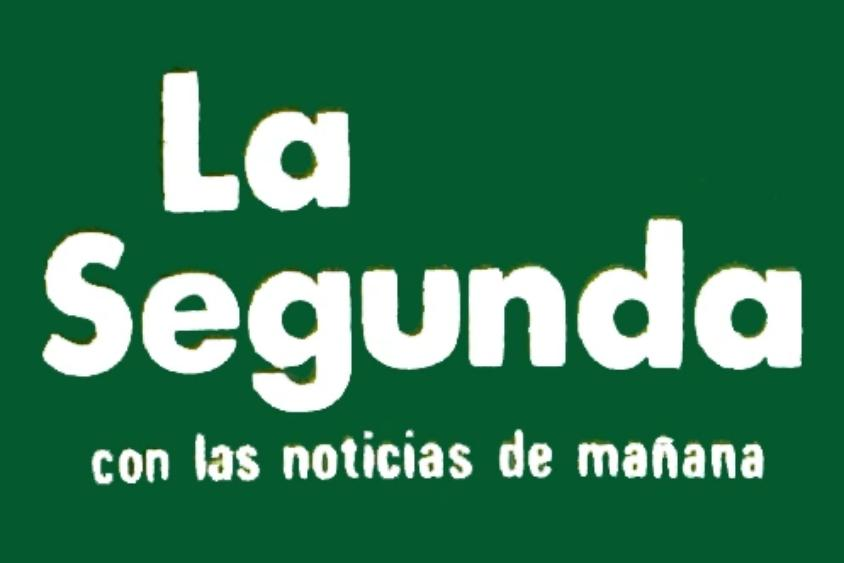
Logo del diario La Segunda, 1968-1977

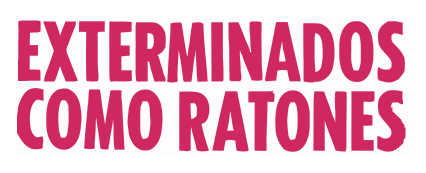
Titular de portada de La Segunda del 24 de julio de 1975, en lo que se denominó la Operación Colombo.

La línea editorial de este periódico fue opositora al gobierno de Salvador Allende. Luego del golpe de Estado de 1973, adhirió a la dictadura militar y fue utilizado como medio de propaganda, publicando noticias con un lenguaje sensacionalista y confrontacional, que era considerado inadecuado o poco idóneo para El Mercurio.[cita requerida]
El 12 de septiembre de 1973 ―al día siguiente del Golpe de Estado perpetrado por el general Augusto Pinochet y de la muerte del presidente Salvador Allende― La Segunda publicó un párrafo que daba a conocer que el cantante Víctor Jara había fallecido de manera no violenta, y que su sepelio había sido de carácter privado. En realidad, el día anterior Jara había sido secuestrado junto con profesores y alumnos en la Universidad Técnica del Estado por fuerzas comandadas por Pinochet, y retenido en el Estadio Chile (actualmente, Estadio Víctor Jara) donde fue torturado (le rompieron varios huesos del cuerpo y de las manos, según constó en su autopsia en 2009) hasta el 16 de septiembre, en que fue acribillado de 43 balazos (aunque se cree que posiblemente para ese momento ya habría estado muerto).
Tras el cierre de los diarios La Tarde (en 1971) y Las Noticias de Última Hora (tras el golpe militar), La Segunda pasó a ser el único periódico vespertino en Santiago salvo por proyectos de corta vida como Extra (suplemento deportivo de La Tercera, 8 al 24 de junio de 1982) y La Hora (1997-2000, 2001-2006 como diario gratuito), ambas de la editorial Copesa, y La Voz de la Tarde (2001-2002), publicada por la Editorial La Nación. Actualmente es uno de los pocos diarios en el mundo que siguen publicándose en las tardes, junto al Evening Standard de Londres o Le Monde de París.
En su infame portada del 24 de julio de 1975, se señalaba que los integrantes del Movimiento de Izquierda Revolucionaria (MIR) se estaban matando entre ellos en el exterior; años después se descubrió que todos fueron asesinados en el interior de Chile como parte de la Operación Colombo. El titular de ese día rezaba «Exterminados como ratones».

### Actualidad

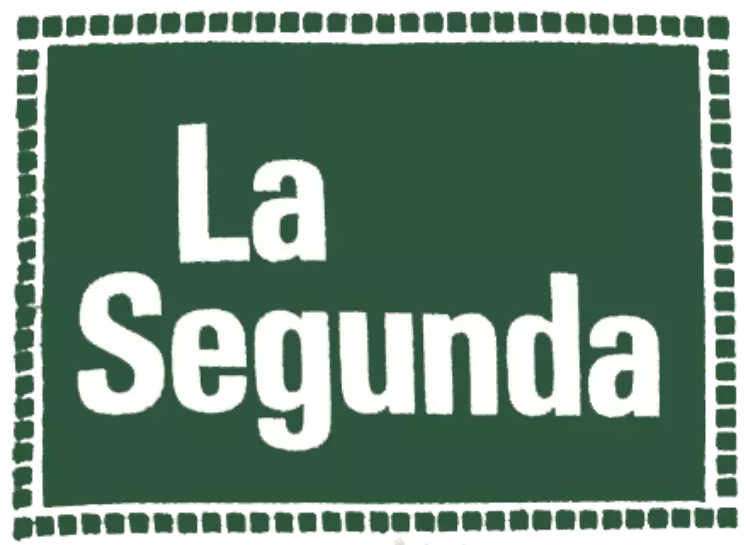
Logo del diario La Segunda, 1977-1981

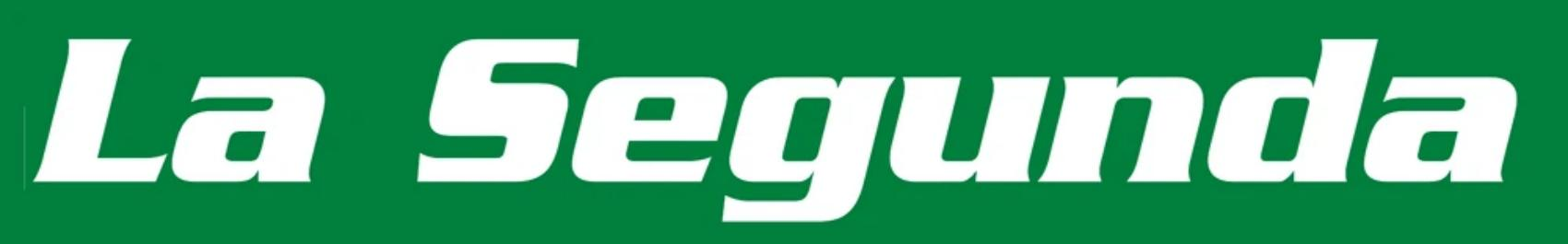
Logo del diario La Segunda, 1981-2014

Entre 1980 y 2006 Cristián Zegers asumió la dirección de La Segunda. Con él asumió como subdirectora, Pilar Vergara Tagle, quien en 2006 ocupó el puesto de directora hasta 2011. Ambos obtuvieron el Premio Nacional de Periodismo.
Bajo la dirección de Zegers, el vespertino deja definitivamente su estilo sensacionalista a partir de marzo de 1981 para enfocarse de forma preferente a la información política y económica, sin abandonar en la portada sus señas identificatorias, como el logotipo en color verde y el titular principal en letras mayúsculas de color rojo.
El diario circulaba de lunes a sábado hasta diciembre de 1983 (la edición sabatina pasó a editarse en la mañana en junio de aquel año) cuando el sexto día de la semana dejó de ser día laboral y lectivo en Chile durante la crisis económica, reforzándose así la edición del viernes con suplementos y reportajes en profundidad, además de imprimir sus tapas en un papel más blanco y de mayor grosor que el papel periódico común. La edición de los viernes en muchas ocasiones superaba las 100 páginas.
Mientras Zegers fue director del vespertino, entre los periodistas que se desempeñaron como editores se contaron Marta Sánchez (Política y Sociedad), María Eugenia de la Jara (Señales Económicas), Catalina Larraguibel (Mundo), Mariluz Contardo y Lilian Olivares (Crónica de Hoy), Víctor Hugo Albornoz (Policía y Justicia), Verónica Detmer (Gente), Ítalo Passalacqua y Ana Josefa Silva (Espectáculos) y Víctor Eduardo Alonso (Deportes).[cita requerida]
Desde los años 2000, La Segunda expandió su distribución a las regiones de Valparaíso, Metropolitana de Santiago y Libertador Bernardo O'Higgins. En las demás regiones, el periódico se distribuye al día siguiente.
A partir del 14 de abril de 2012, La Segunda retomó su edición sabatina, apareciendo en las mañanas a nivel nacional a diferencia del resto de las ediciones semanales. En junio de 2014, el diario es reformateado, pasando a dedicarse cada vez más a un periodismo de análisis. En junio del año 2020 La Segunda deja de circular los sábados, pasando el suplemento The New York Times a la edición de los lunes. Al mismo tiempo empiezan a publicarse artículos del Financial Times los días jueves.
Actualmente el diario es dirigido por el periodista Mauricio Gallardo Mendoza, que reemplazó a Víctor Carvajal Navarrete, quien fue periodista y después editor durante el período de Zegers y subdirector durante el de Pilar Vergara.

## Suplementos y revistas

### En circulación
- The New York Times: Suplemento de 8 páginas con reportajes y columnas que han sido publicadas en el prestigioso periódico estadounidense, que también se edita en varios países. Circula los lunes.
- Puzzlemanía: La Segunda siempre ha tenido un tradicional espacio para los crucigramas los fines de semana. Desde páginas especiales, inserción en suplementos y concursos, los crucigramas preparados por Mario Calvo Aliaga se han presentado en distintos formatos y tamaños. Actualmente, se publica los viernes una cuartilla que contiene cuatro puzzles estándar, un puzzle a doble plana, cinco sudokus y una sopa de letras.

### Descontinuados
- Revista Viernes: Suplemento de crónicas, entrevistas, guías de arte, panoramas, una imagen de desnudos y una curiosa sección de entrevistas a mascotas, publicado entre junio de 2014 y 2020. Esta revista tocaba temas más de vanguardia que el tradicional diario y su presentación gráfica presentaba mucho color y se usaba preferentemente las ilustraciones. Al inicio, se editaba en un papel brillante, posteriormente fue impreso en papel de diario, pero con el formato tabloide recortado. Durante el año 2020 se integró al diario como un cuadernillo hasta su fin que se dejaron algunas páginas dentro de la edición del viernes.
- Más Allá: Suplemento de tono magazinesco, que destacaba por la prominencia de los temas esotéricos. Se publicó los sábados durante la segunda mitad de los años 70.
- Por Fin Viernes - Suplemento de espectáculos, con guía de panoramas que circuló desde 1981 por casi 35 años, inicialmente los jueves bajo el título de Cien Horas y luego como Por Fin Mañana es Viernes. Posteriormente pasa a circular los viernes, adoptando su nombre más conocido. Este suplemento tuvo distintos formatos, desde ser incluido dentro del periódico como cuadernillo central, a ser una revista tamaño tabloide recortado. En su final, reemplazaba los viernes a la sección de Espectáculos, apareciendo también una sección los jueves titulada XFin Viernes Chico.
- Acción: Suplemento deportivo publicado a inicios de la década del 2000.
- Estilo: Suplemento de los viernes dedicado a las viviendas del jet set, la arquitectura, el arte y entrevistas. Circuló a principios de los años 90.
- Wheels: Suplemento automovilístico.
- La Semana: Suplemento de reportajes que apareció durante las décadas de 1980 y 1990.

## Directores
- Mario Carneyro Castro (1967-1977)
- Hermógenes Pérez de Arce Ibieta (1 de agosto de 1977[7]-1981)
- Cristián Zegers Aríztía (1981-2006)
- Pilar Vergara Tagle (2006-30 de septiembre de 2011)
- Víctor Carvajal Navarrete (1 de octubre de 2011-2014)
- Mauricio Gallardo Mendoza (7 de julio de 2014-actualidad)